# A Cowboy's Mother
A Cowboy's Mother (o The Cowboy's Mother) è un cortometraggio muto del 1912 diretto da Otis B. Thayer.

## Produzione
Il film fu prodotto dalla Selig Polyscope Company.

## Distribuzione
Distribuito dalla General Film Company, il film - un cortometraggio di una bobina - uscì nelle sale cinematografiche statunitensi il 20 agosto 1912. Il 14 novembre dello stesso anno, venne distribuito anche nel Regno Unito.